# تاجر (أديامان)
تاجر (بالكردية: Têcir‏) (بالتركية: Tecir)‏ هي قرية تتبع إداريّاً لمديرية أديامان في محافظة أديامان التركية الواقعة في جنوب شرق الأناضول. وبلغ عدد سكانها 80 نسمة في عام 2021.